# Heritage (film fra 1920)
Heritage er en amerikansk stumfilm fra 1920 af William L. Roubert.

## Medvirkende
- Matty Roubert som Jit
- Herbert Standing som Charles Suydam
- Augusta Perry som Mrs. Suydam
- Joseph Burke som Edward Brackett
- Phil Sanford som Tony
- Adelaide Fitz-Allen